# Clan Lindsay
Il Clan Lindsay è un clan scozzese delle Lowland. È probabilmente il clan con il maggior numero di varianti del proprio nome.

## Storia

### Origini del clan
Non si conoscono le esatte origini del clan Lindsay. Comunque, nel corso degli anni sono state elaborate numerose teorie al riguardo; la prima di queste fu proposta nel 1769 dal biografo e storico Richard Rolt, il quale dichiarava che il clan Lindsay avesse radici anglo-sassoni. Nel suo "Vite dei Lindsays", pubblicato per la prima volta nel 1840, il 25º conte di Crawford non tiene conto dell'ipotesi di Rolt e sostiene che il clan Lindsay abbia origini normanne. Fra il 1985 e il 1990 lo storico britannico Beryl Platts ha ipotizzato che, analizzando documenti araldici, i Lindsay sarebbero discendenti dei Flemish.
Dopo la conquista normanna del 1066, Baldric de Lindsay fu un locatario del conte di Chester in Inghilterra. Nel 1120 Walter Lindsay fu membro del concilio di David, conte di Huntingdon che divenne re di Scozia. Il successore di Walter Lindsay, sia che fosse stato suo figlio o suo fratello, venne in Scozia assieme al nuovo re.
William Lindsay acquisì i territori di Crawford a Lanarkshire. Concesse parte dei suoi territori in Ayrshire per l'edificazione dell'abbazia di Dryburgh.
Nel XIII secolo David Lindsay si unì al re Luigi IX di Francia per una crociata, ma fu ucciso in Egitto. Uno dei figli, Alexander Lindsay, fu cavaliere del re Edoardo I d'Inghilterra.

### Guerre d'indipendenza scozzesi
Dalla fine del XIII secolo ebbero inizio le guerre di indipendenza scozzesi. Il clan Lindsay dapprima non seppe a quale delle due fazioni aderire, avendo contratto legami familiari con entrambe le fazioni; i Lindsay erano infatti legati sia a William Wallace che al re Roberto I di Scozia. Tuttavia, infine Alexander Lindsay sposò la causa scozzese. Le sue proprietà in Inghilterra furono alienate ed i suoi figli imprigionati. Il maggiore di questi, David Lindsay, fu poi fra i firmatari della Dichiarazione di Arbroath (1320), la dichiarazione d'indipendenza scozzese.
James Lindsay combatté nella battaglia di Otterburn nel 1388, nella quale gli scozzesi sconfissero gli inglesi.

### XV secolo - Conflitti fra clan

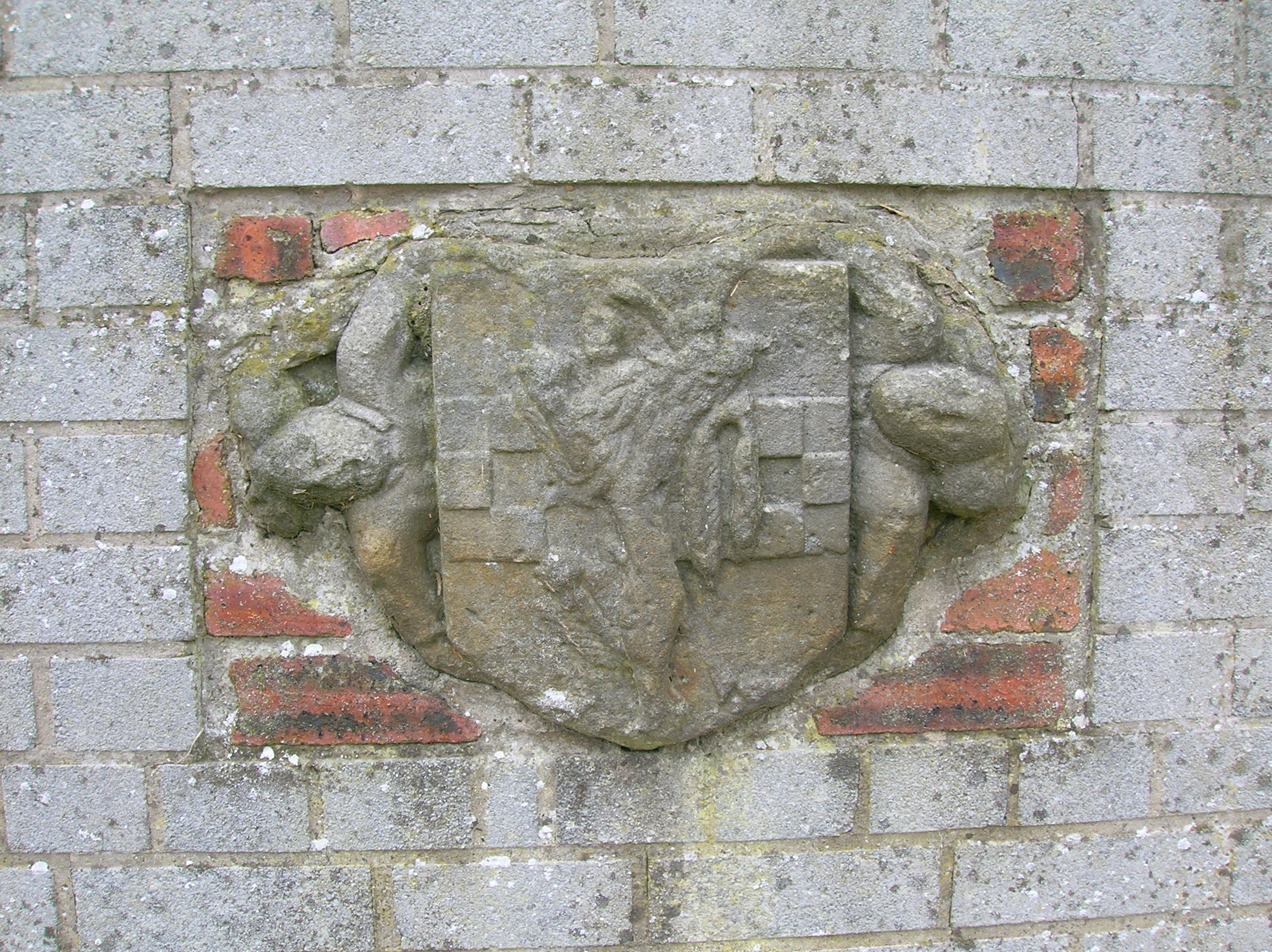
Blasoni congiunti dei Wallace e dei Lindsay

Durante la battaglia di Arbroath (1445), il clan Lindsay condusse un migliaio di uomini contro il clan Ofilvy, alleato del clan Oliphant, del clan Gordon, del clan Seton e del clan Forbes.
Successivamente, il clan Lindsay prese parte anche alla battaglia di Sauchieburn.
Nel corso del XV secolo il clan perse buona parte dei propri possedimenti a causa dei continui contrasti con il clan Ogilvy. Il capoclan Alexander Lindsay fu pesantemente sconfitto dagli Ogilvy e dai Gordon presso Brechin, nel 1452. Comunque, in seguito Alexander Lindsay fu nominato dal re Giacomo III duca di Montrose.

### XVI secolo - Guerre anglo-scozzesi
Nel XVI secolo, durante le guerre anglo-scozzesi, il clan Lindsay combatté la battaglia di Flodden Field (1513); durante lo scontro, il capoclan dei Lindsay fu ucciso in battaglia.
Patrick Lindsay, successore del quindicesimo capoclan dei Lindsay, prese parte all'omicidio di Davide Rizzio e presso il Castello di Loch Leven costrinse la regina Maria Stuarda ad abdicare. Successivamente però, il clan Lindsay appoggiò la regina Maria nella battaglia di Langside nel 1568.

### XVII secolo - Guerra civile
Nel XVII secolo, durante la guerra civile, il clan Lindsay fu fra i sostenitori realisti del re Carlo I d'Inghilterra. La morte del capoclan nel 1652 azzerò la discendenza che poteva detenere il titolo di conte di Crawford e così il contado passò nelle mani del re Carlo. Tuttavia, un'altra linea di sangue del clan Lindsay, esattamente quella che discendeva da Patrick Lindsay, ricevette il titolo di conte di Lindsay (il titolo fu assegnato a John Lindsay).

### XVIII secolo - Rivolte giacobite
I Lindsay di Balcarres, discendenti dal figlio minore del nono conte di Crawford, furono nominati conti di Balcarres per l'appoggio offerto durante la guerra civile. Il primo conte di Balcarres divenne poi governatore ereditario del castello di Edimburgo; suo figlio appoggiò le rivolte giacobite e combatté nella battaglia di Sheriffmuir nel 1715. Il clan non prese parte alle successive rivolte giacobite del 1745 e del 1746.

## Castelli e residenze
- Castello di Edzell, fu il castello originale del capo del Clan Lindsay which they acquired in 1358 and retained ownership until 1715.
- Castello di Crawford
- Castello di Carsluith
- Palazzo Spynie
- Castello di Lordscairnie
- Castello di Craigie
- Lindsane